# Hundegalskab
Hundegalskab eller rabies (lat. vrede) er en virussygdom der forårsager akut hjernebetændelse hos både dyr og mennesker. Kun pattedyr bliver inficeret.
Hundegalskab smitter især ved bid fra inficerede dyr. Da et af symptomerne på sygdommen er en stærkt aggressiv adfærd vil inficerede dyr angribe oftere end normalt, fordi lydene rundt omkring dem smerter i deres ører.
Tamhunde vaccineres normalt mod rabies. Katte kan smittes, men det er sjældnere og de vaccineres derfor ikke. Hvis ikke et dyr bliver vaccineret, går der højst tre dage inden dyret dør af virussen.
De mest almindelige smittekilder er ræve, men især i Nordamerika er virussen meget udbredt blandt vaskebjørne. I Danmark forekommer rabies kun hos flagermus. Smitte af mennesker sker hyppigst i Afrika syd for Sahara samt i Asien. I Europa rapporteres årligt få tilfælde af hundegalskab hos mennesker fra Rusland og andre tidligere Sovjetrepublikker. Mestendels i Afrika og Asien dør omkring 59.000 mennesker årligt af hundegalskab.

## Historisk
Louis Pasteur var den første der med held udviklede og anvendte en vaccine mod hundegalskab omkring 1885.

## Symptomer
De mest almindelige symptomer på hundegalskab er stress, søvnløshed, paranoia, nedsat hjerneaktivitet, forvirring, hallucinationer, højt temperament, med mere. Døden indtræffer som regel efter 2 til 10 dage efter de første symptomer (selvom disse kan vente med at vise sig i op til et år).

## Behandling
Ved bid, hvor der kan være mistanke om smitte med rabies, gives forebyggende behandling med immunglobulin. I Danmark gives denne behandling altid i samarbejde med Statens Serum Institut.
Behandlingen skal gives så tidligt, som muligt. Når først der er symptomer fra nervesystemet, har behandlingen ingen effekt.